# Sacro tempio della Scorziata
Il sacro tempio della Scorziata (più propriamente chiesa della Presentazione di Maria al Tempio della Scorziata) è una chiesa di Napoli, sita in vico Cinquesanti.

## Storia
Il conservatorio con annessa chiesa, dedicata alla Presentazione di Maria al tempio fu fondato nel 1579 da tre nobildonne napoletane, Giovanna Scorziata e Lucia e Agata Paparo. Queste ultime erano figlie di quell'Aurelio Paparo che fu tra i fondatori del Monte di Pietà. Giovanna Scorziata, da cui il complesso prese il nome, era insieme al marito Ferrante Brancaccio una figlia spirituale di quello che poi sarebbe diventato san Gaetano di Thiene; divenuta vedova, fondò il conservatorio in un'ala del palazzo di famiglia (il palazzo De Scorciatis) e ne affidò la cura ai chierici regolari teatini: infatti fu chiamato volgarmente il tempio di San Paolo. Nel 1585 Lucia Paparo, per incomprensioni sulla gestione del collegio, abbandonò il tempio e fondò il convento di Santa Maria della Stella alle Paparelle.
Nel XVIII secolo il complesso fu oggetto di un rifacimento che conferì all'immobile l'attuale aspetto e nel XX secolo fu affidato all'Arciconfraternita del Santissimo Sacramento all'Avvocata. La statica della costruzione fu minata dal sisma dell'Irpinia e al mancato recupero ha contribuito un contenzioso tra i responsabili della Fondazione Scorziata e il Comune di Napoli. Con il passare degli anni, i carabinieri del nucleo tpc hanno recuperato una parte del materiale trafugato. Attualmente la chiesa è chiusa al pubblico e versa in stato di grave degrado; tuttavia, in tempi brevi, dovrebbero partire i lavori di risanamento e restauro della struttura finanziati dai fondi europei del progetto Unesco per il centro storico di Napoli.

## Descrizione
La facciata è su due ordini, ciascuno scandito da una coppia di lesene in stucco ioniche, al primo, e prive al secondo. Il portale, in stucco e piperno, è sormontato da un tondo che racchiude una croce su tre monti; realizzato nel primo Novecento, rappresenta il simbolo dell'Arciconfraternita del Santissimo Sacramento dell'Avvocata. Precede la facciata una cancellata, con pilastri in piperno scolpiti in stile barocco; le inferriate sono coeve alle strutture settecentesche della cancellata, mentre il cancello fu rifatto nel XIX secolo.
L'interno, ad aula centrale con volta ad incannucciata, fu devastato da un'incursione nel 1993, provocando la scomparsa di gran parte degli arredi qui conservati. Furono razziate la pala dell'altare maggiore sulla Presentazione al tempio di Nicola Maria Rossi, un San Giovannino (recuperato in anni recenti), copia di una tela di Caravaggio, una Madonna che appare a san Romualdo di ignoto manierista del primo Seicento, una Madonna del Rosario di un allievo di Massimo Stanzione e le settecentesche Madonna con sant'Anna e sant'Agnello e una Madonna col Bambino e santi.
Furono rubate anche cone ed altari settecenteschi, compreso il maggiore che custodiva il paliotto in marmo della Presentazione al Tempio, anch'esso scomparso; scomparse sono anche le acquasantiere e le settecentesche statue marmoree di Santa Teresa e Santa Rosa (quest'ultime due fortunatamente ritrovate). Non sono stati risparmiati neanche gli arredi lignei come il pulpito e l'organo settecentesco.
In anni più recenti è crollata la volta incannucciata a causa delle infiltrazioni d'acqua succedutesi in questi ultimi trent'anni. È stato scoperto, in un nascosto ambiente sotterraneo, anche un affresco raffigurante una Crocifissione datato nella seconda metà del XVI secolo.
Nella notte tra il 16 ed il 17 gennaio 2012 a causa di un incendio provocato da masserizie e legno accumulato all'interno del tempio per la festa di sant'Antonio, la chiesa è andata gravemente danneggiata nel portale, carbonizzato, e nelle travi di sostegno della struttura.
In un periodo imprecisato, ma collocato presumibilmente nella prima metà del 2015, anche il pavimento della chiesa è stato portato via. Della chiesa non è quindi rimasto più nulla di alcun valore.